# Râul Toplița, Timiș
Râul Toplița este un afluent al râului Măcicaș. 